# Volume de Hubble
Le volume de Hubble (ou sphère de Hubble) est une région sphérique de l'Univers entourant un observateur et au-delà de laquelle les objets célestes ou astres s'éloignent à une vitesse réelle supérieure à la vitesse de la lumière dans le vide (c) en raison de l'expansion de l'Univers. Ainsi, pour un observateur situé sur la planète Terre, le volume de Hubble est centré sur cette dernière.
Le rayon comobile d'une sphère de Hubble (parfois appelé le « rayon de Hubble » ou la « longueur de Hubble ») correspond à {\displaystyle c/H_{0}} , où {\displaystyle c} est la vitesse de la lumière dans le vide et {\displaystyle H_{0}} est la constante de Hubble. Selon les valeurs admises de ces paramètres, le volume de Hubble est évalué à environ 1031 années-lumière cubes (a.l.3). Sa surface est appelée l'« horizon microphysique », la « surface de Hubble », la « limite de Hubble », l' « horizon de Hubble », ou l'« horizon des photons ».
De manière plus générale, le terme « volume de Hubble » peut aussi désigner n'importe quelle région d'espace possédant un ordre de volume de {\displaystyle (c/H_{0})^{3}}. Le terme est aussi fréquemment, mais incorrectement, utilisé comme un synonyme de l'Univers observable, lequel est plus grand que le volume de Hubble.

## Horizon cosmologique
La limite de Hubble (la sphère fictive) est aussi connue comme l'horizon des photons et serait un des trois horizons cosmologiques, les deux autres étant l'horizon des particules et l'horizon des événements,.
Les objets astronomiques situés à la limite de Hubble d'un observateur situé sur la Terre ont une vitesse comobile moyenne de {\displaystyle c} par rapport à ce dernier. Ainsi, dans un univers où les paramètres de Hubble sont constants, la lumière émise au moment présent par des objets se trouvant à l'extérieur de la limite de Hubble d'un observateur ne sera jamais perçue par ce dernier. Dans ce cas, la limite de Hubble coïncide avec l'horizon des événements.
Cependant, le paramètre de Hubble n'est pas constant dans plusieurs modèles cosmologiques. Ainsi, la limite de Hubble ne coïncide pas, en général, avec l'horizon des événements. Par exemple, dans un univers de Friedmann en décélération, la sphère de Hubble prend de l'expansion plus rapidement que l'Univers et permet d'accéder à de la lumière préalablement inaccessible. Inversement, dans un univers qui accélère, la sphère de Hubble grossit moins rapidement que l'Univers et la lumière préalablement accessible devient alors hors de portée. Dans ce cas, le paramètre de Hubble décroît avec le temps et le rayon de Hubble augmente. Mais, du fait de l'existence d'une constante cosmologique, Λ, non nulle, le rayon de Hubble va croître asymptotiquement jusqu'à une valeur limite, notée HΛ = c(Λ/3)½. Selon les données 2018 de la mission PLANCK, Λ = 1,091 ± 0,025 10-52 m-2 et donc HΛ = 1,808 10-18 s-1 = 55,8 km/s/Mpc, une valeur à comparer à la valeur actuelle, selon PLANCK, H0 = 2,184 ± 0,016 10-18 s-1 = 67,4 ± 0,5 km/s/Mpc. Ainsi le rayon de Hubble maximal sera de RΛ = c/HΛ = (3/Λ)½ = 1,66 1026 m = 17,5 milliards a.l., et la sphère de Hubble aura une valeur maximale de l'ordre de 2,255 1031 a.l.3, valeurs à comparer à celles actuelles, selon PLANCK : RH = c/H0 = 1,373 1026 m = 14,5 milliards a.l. et un volume de 1,279 1031 a.l.3, soit 57% de son futur volume final. Le rapport (HΛ/H0)2 = (R0/RΛ)2 = 0,685 est la valeur actuelle du paramètre de densité de l’énergie sombre, ΩΛ, toujours selon PLANCK.

### Vitesse supraluminique

L'expansion de l'Univers imagée par le gonflement d'un gâteau aux raisins.

La nuance entre l'univers observable et la sphère de Hubble implique l'existence de corps célestes qui s'éloignent à une vitesse supérieure à celle de la lumière. De prime abord, cela peut sembler entrer en contradiction avec la relativité restreinte, qui pose la vitesse de la lumière comme infranchissable. Cependant, l'éloignement peut bel et bien se produire plus rapidement que la vitesse de la lumière car il n'implique pas un mouvement des objets en cause, mais plutôt de l'espace dans lequel ils se trouvent.

## Âge de l'Univers
D'après le modèle ΛCDM, le rayon de Hubble ({\displaystyle c/H_{0}}) est évalué à 14 milliards d'années-lumière, ce qui est légèrement supérieur au produit de {\displaystyle c} par l'âge de l'Univers, soit 13,8 milliards d'années. C'est ainsi car {\displaystyle 1/H_{0}} (le temps de Hubble) donne l'âge de l'Univers par une extrapolation inversée qui suppose que la vitesse de récession de chaque galaxie est constante. Cependant, des observations plus récentes indiquent que les vitesses de récession grandissent légèrement. Cette variation serait due à l'énergie sombre. Ainsi, {\displaystyle 1/H_{0}} ne donne qu'une approximation de l'âge de l'Univers.